# Eugen Geptin
Eugen Geptin (russisch Евгений Викторович Гептин, wiss. Transliteration Evgenij Viktorovič Geptin; * 22. September 1982 in Äulieköl, Kasachische SSR) ist ein deutscher Journalist. Er ist Herausgeber und Chefredakteur der russischsprachigen Monatszeitung Aussiedlerbote in Deutschland.

## Werdegang
Eugen Geptin wurde im Dorf Äulieköl (ehemaliges Semiosernoe), Qostanai, Kasachstan geboren. Im Jahr 1991 zog seine Familie nach Deutschland. Von 2002 bis 2003 leistete er seinen Wehrdienst in der Lent-Kaserne in Rotenburg (Wümme). Von 2003 bis 2005 arbeitete er als Trockenbaumonteur.
Seit 2006 ist er Herausgeber und Chefredakteur der deutsch-russischsprachigen Monatszeitung „Aussiedlerbote“, deren Mission es, laut des Online-Abschnitts „Über uns“ auf der Webseite der Zeitung, ist, die Integration und den Erhalt der persönlichen Identität von Aussiedlern, die Interaktion der Kulturen und die Verbreitung demokratischer Werte zu fördern. Die Zeitung berichtet u. a. über politische Ereignisse in Deutschland und recherchiert u. a. gegen russische Politiker.
Eugen Geptin ist Mitglied des Deutschen Journalistenverbandes (DJV) und Mitglied der Internationalen Journalisten-Föderation (IJF).
Im März 2018 war Eugen Geptin zusammen mit dem ehemaligen Berater des Bürgermeisters von Jaroslawl und Korrespondenten der Zeitung „Aussiedlerbote“, Grigory Rodin, in die Ukraine für ein Interview mit dem Vorsitzenden der regionalen staatlichen Verwaltung von Dnipro, Valentin Mihailovitsch Resnitschenko (Валентин Михайлович Резніченко), unterwegs. Grigory Rodin ist ein von der Deutschen Regierung anerkannter politischer Flüchtling und lebt seit 2015 in Deutschland. An der Polnisch-Ukrainischen Grenzübergangsstelle Korczowa–Krakowez wurde Grigory Rodin, der von Russland wegen eines von Russland politisch motiviertem Strafverfahrens, in welchem er der Unterschlagung beschuldigt wurde, nach Antrag von Interpol für eine Auslieferungsentscheidung verhaftet. Die Staatsanwaltschaft von Przemyśl beschloss jedoch nach 17 Tagen Arrest, den Ex-Beamten freizulassen. Im September 2018 wurde Grigory Rodin aus den Interpol-Datenbanken entfernt. Im Mai 2018 wurde Eugen Geptin in die ukrainische Datenbank des Zentrums „Friedensstifter“ (Mirotworez) eingetragen.
Am 26. Mai 2022 wurde das Online-Portal der Zeitschrift Aussiedlerbote in Russland gesperrt. Diese Entscheidung wurde von der russischen Zensurbehörden getroffen – Roskomnadzor. Nach Ausbruch des Krieges in der Ukraine hat Russland ein Gesetz verabschiedet, welches alle Medien verpflichtet, nur offizielle Äußerungen der russischen Behörden als Quellen, bei der Berichterstattung über den Krieg, zu verwenden.
Laut Roskomnadzor verteilte Aussiedlerbote „Informationsmaterial mit unzuverlässigen, öffentlich bedeutsamen Informationen über die von den Streitkräften der Russischen Föderation durchgeführte spezielle Militäroperation, ihre Form, Methoden der Durchführung von Kampfhandlungen sowie Informationen über Angriffe auf die zivile Infrastruktur, zahlreiche Opfer unter der Zivilbevölkerung der Ukraine und in den Reihen der Streitkräfte der Russischen Föderation“. Nach der Sperrung in Russland funktionierte die Seite weiter wie zuvor.